# Zuluština
Zuluština (zul. isiZulu) je nigerokonžský jazyk, jímž mluví Zulové v jižní Africe. Jako svým rodným jazykem jím mluví asi 10 miliónů lidí a dalších zhruba 16 miliónů jej používá jako svůj druhý jazyk. V roce 1994 se stala jedním z jedenácti oficiálních jazyků Jihoafrické republiky. Podobně jako ostatní jazyky Jihoafrické republiky měla zuluština jen mluvenou podobu až do příchodu misionářů z Evropy, kteří začali jazyk zaznamenávat pomocí latinky. Z morfologického hlediska je zuluština aglutinační jazyk.

## Příklady

### Číslovky
| Zulusky           | Česky |
| kunye             | jeden |
| kubili            | dva   |
| kutathu           | tři   |
| kune              | čtyři |
| kuhlanu           | pět   |
| isithupha         | šest  |
| isikhombisa       | sedm  |
| isishiyagalombili | osm   |
| isishiyagalolunye | devět |
| ishumi            | deset |

## Vzorový text
Otčenáš (modlitba Páně):
Baba wethu osezulwini,
malingcweliswe
igama lakho

### Všeobecná deklarace lidských práv
| zulusky | Bonke abantu bazalwa bekhululekile belingana ngesithunzi nangamalungelo. Bahlanganiswe wumcabango nangunembeza futhi kufanele baphathane ngomoya wobunye. |
| česky   | Všichni lidé se rodí svobodní a sobě rovní co do důstojnosti a práv. Jsou nadáni rozumem a svědomím a mají spolu jednat v duchu bratrství.                |